# Reichsdorf (Kollnburg)
Reichsdorf ist ein Ortsteil der Gemeinde Kollnburg im niederbayerischen Landkreis Regen. 

## Geographie
Das Dorf liegt eingebettet in die Landschaft des Bayerischen Waldes und gehört zur Region Donau-Wald.
Reichsdorf befindet sich in einer hügeligen Umgebung, die von Wäldern und Wiesen geprägt ist. Die nächstgelegenen größeren Städte sind Viechtach und Sankt Englmar, die jeweils nur wenige Kilometer entfernt liegen. Die Region bietet  Möglichkeiten für Wanderungen und Outdoor-Aktivitäten.

## Geschichte
Die Geschichte von Reichsdorf ist eng mit Kollnburg verbunden, deren Wurzeln bis ins 12. Jahrhundert zurückreichen. Der Ort gehörte schon vor der Gebietsreform in Bayern der 1970er Jahre zur Gemeinde Kollnburg.

## Wirtschaft und Infrastruktur
Reichsdorf ist überwiegend landwirtschaftlich geprägt. Die Nähe zu touristischen Zielen wie dem Pröller und dem Bayerischen Wald macht den Ort auch für Besucher interessant.

## Sehenswürdigkeiten
In der Umgebung von Reichsdorf gibt es zahlreiche Sehenswürdigkeiten, darunter die Burg Kollnburg und die Pfarrkirche Heilige Dreifaltigkeit. Die Region ist zudem ein Ziel für Naturliebhaber und Wanderer.